# Мејстаун (Илиноис)
Мејстаун (енгл. Maeystown) град је у америчкој савезној држави Илиноис.

## Демографија
По попису из 2010. године број становника је 157, што је 9 (6,1%) становника више него 2000. године.
| Група             | 2000.       | 2010.       |
| Белци             | 143 (96,6%) | 151 (96,2%) |
| Афроамериканци    | 0 (0,0%)    | 0 (0,0%)    |
| Азијати           | 2 (1,4%)    | 4 (2,5%)    |
| Хиспаноамериканци | 2 (1,4%)    | 2 (1,3%)    |
| Укупно            | 148         | 157         |